# Julius Römer (botanikus)
Julius Paul Römer (Brassó, 1848. április 21. – Brassó, 1926. október 24.), Szinnyeinél és más korabeli kiadványokban Römer Gyula, erdélyi szász természettudós és tanár, az első erdélyi szász darwinista. Számos tanulmányt írt a Barcaság flórájáról, emellett az erdélyi természetjárás és természetvédelem egyik úttörője volt. Botanikai szakmunkákban nevének rövidítése: „J.Römer”.

## Élete
1848-ban született Paul Römer brassói városkapitány fiaként; apja hatására már kiskorában megszerette a természetet, természetjárást. Középiskolai tanulmányait a Honterus Líceumban végezte, majd 1866–1870 között Bécsben, Jénában, és Heidelbergben természettudományokat és teológiát tanult. Jénában ismerkedett meg Ernst Haeckel zoológussal, és rajta keresztül a darwini evolúcióval. Miután visszatért Brassóba, 1871-től természettudományt oktatott a Honterus Líceumban, de mivel az evolúció híve volt, és visszautasította a teológiai vizsgán való részvételt, távozásra szólították fel. 1872 és 1911 között az evangélikus polgári leányiskolában (Mädchen-Bürgerschule) tanított. Hódolva ifjúkori szenvedélyeinek, 1873-ban természetjáró egyesületet alapított, 1880-tól pedig behatóan kezdett a botanikával foglalkozni. Tagja volt a brassói férfikórusnak is. 1926-ban hunyt el, 78 évesen.
Jelmondata Ein sichtbar Zeichen sollst du sein, wie wir die Heimat lieben (Látható jele kell legyél annak, hogy szereted a hazádat).

## Munkássága
Számos tanulmányt írt az Erdélyben található növényfajokról, élete során 86 tudományos cikket és 22 útleírást közölt. 1908-ban Römer hozta létre a legelső botanikai rezervátumokat a mai Románia területén; ezek között volt a Brassó melletti Cenk, a Tejbarlang, a Fortyogó-hegy környéke, és a Kis-függő-kő. Az erdélyi flóra legavatottabb ismerője volt, és számos európai szaktekintéllyel levelezett. Növénytani gyűjteménye 14 000 darabot számlált, ezt 1924-ben a Barcasági Szász Múzeumnak adományozta. Szintén 1924-ben a Wrocławi Természettudományi Egyetem tiszteletbeli doktorrá avatta. Munkásságáért a román állam a Román Koronarend lovagkeresztjével tüntette ki.
A természetjárás úttörőjeként 1873-ban megalapította a Siebenbürgische Alpenverein-t (Erdélyi Alpesi Egyesület), mely 1881-ben beleolvadt a Siebenbürgischer Karpatenverein-be (SKV, Erdélyi Kárpátok Egyesület). 1881 és 1911 között a SKV brassói szakosztályának elnöke volt, 1883 és 1922 között a SKV elnökhelyettese. Útleírásokat közölt, előadásokat és kirándulásokat szervezett, turisztikai kiállításokat rendezett (1886, 1898). 1904-ben megalapította a Brassói Természetbarátok Társaságát (Gesellschaft der Kronstädter Naturfreunde), melynek keretében 1915-ig több, mint száz tudományos előadást tartottak. A SKV elnökeként jó kapcsolatokat ápolt a magyar Erdélyi Kárpát-egyesülettel.
Ő volt az első erdélyi szász értelmiségi, aki Darwin elméleteit hirdette, bár a korabeli oktatás vallásos berendezkedése miatt csak újságcikkekben népszerűsíthette ezeket.

### Főbb művei
- Die Lehre Darwins als Gegenstand wissenschaftlicher Forschung (Darwin elmélete mint a tudományos kutatás tárgya), 1879[10]
- Die Pflanzenwelt der Zinne und des kleinen Hangesteins (A Cenk és a Kis-függő-kő növényvilága), 1892[11]
- Aus der Pflanzenwelt der Burzenländer Berge in Siebenbürgen (Az erdélyi Barcasági-hegyek növényvilága), 1898[11]
- Die Flora des Schuler (A Keresztényhavas flórája), 1905[11]
- Die Flora von Honigberg (Szászhermány flórája), 1911[12]

## Emlékezete
A Römer-csüdfűt (Astragalus roemerii Simonk.) és a keresztényhavasi Julius Römer menedékházat róla nevezték el. Brassó belvárosában utca viseli a nevét (Str. Julius Römer, régi magyar nevén Várhágó utca). Hasonlóképpen róla nevezték el a Keresztényhavasra vezető egyik turistautat (Römer-út, kék kereszt jelölés).

## Képek

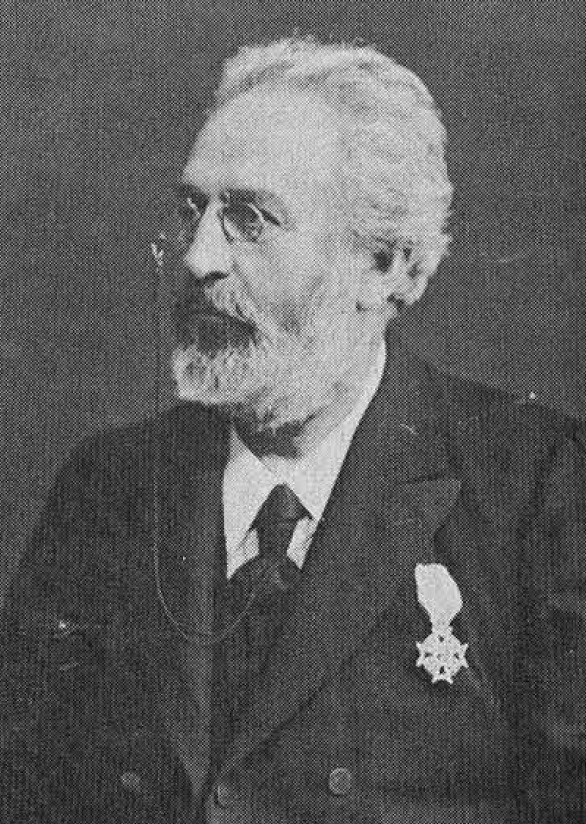
Römer időskorában
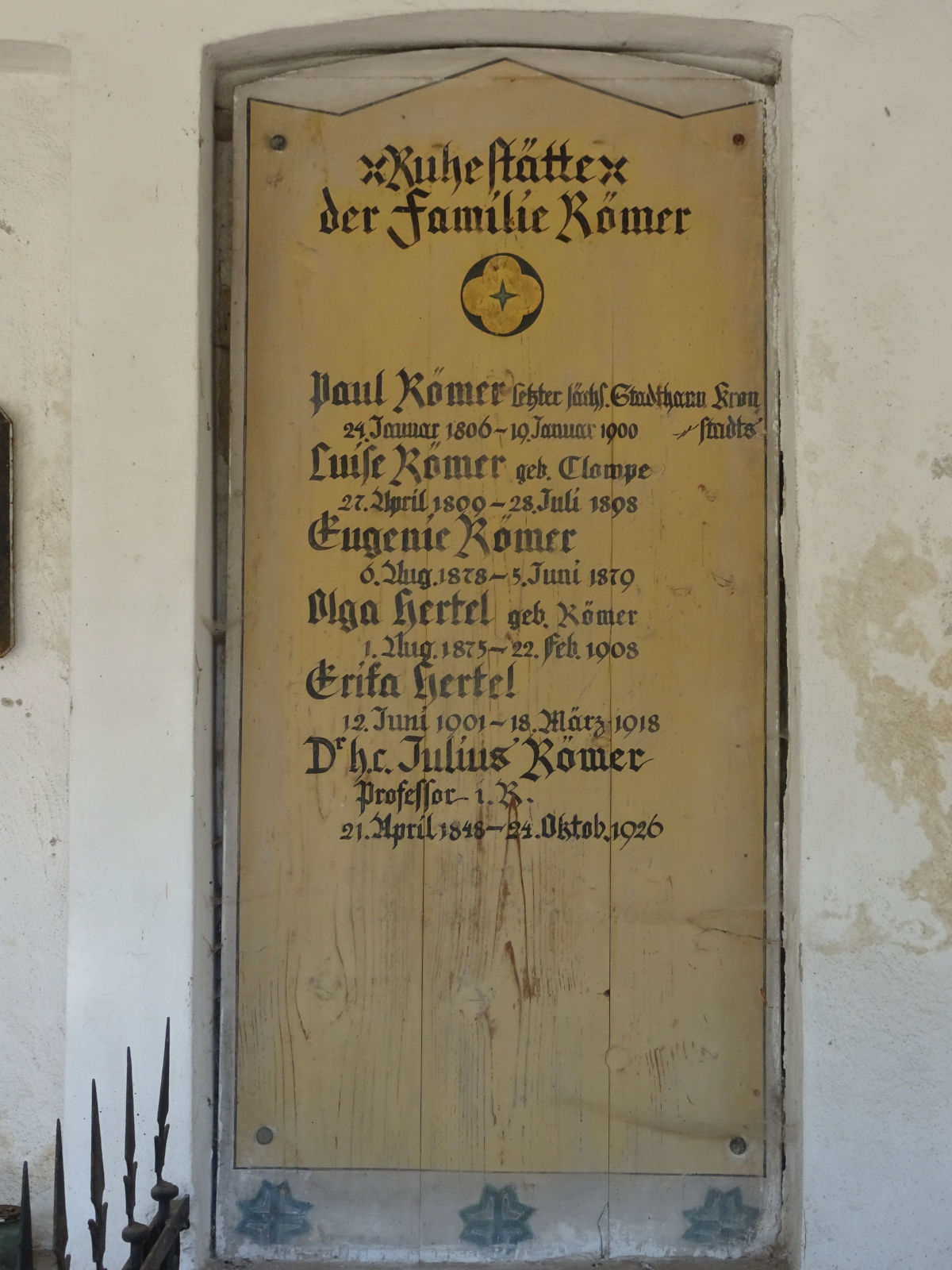
A Römer-kripta az evangélikus temetőben
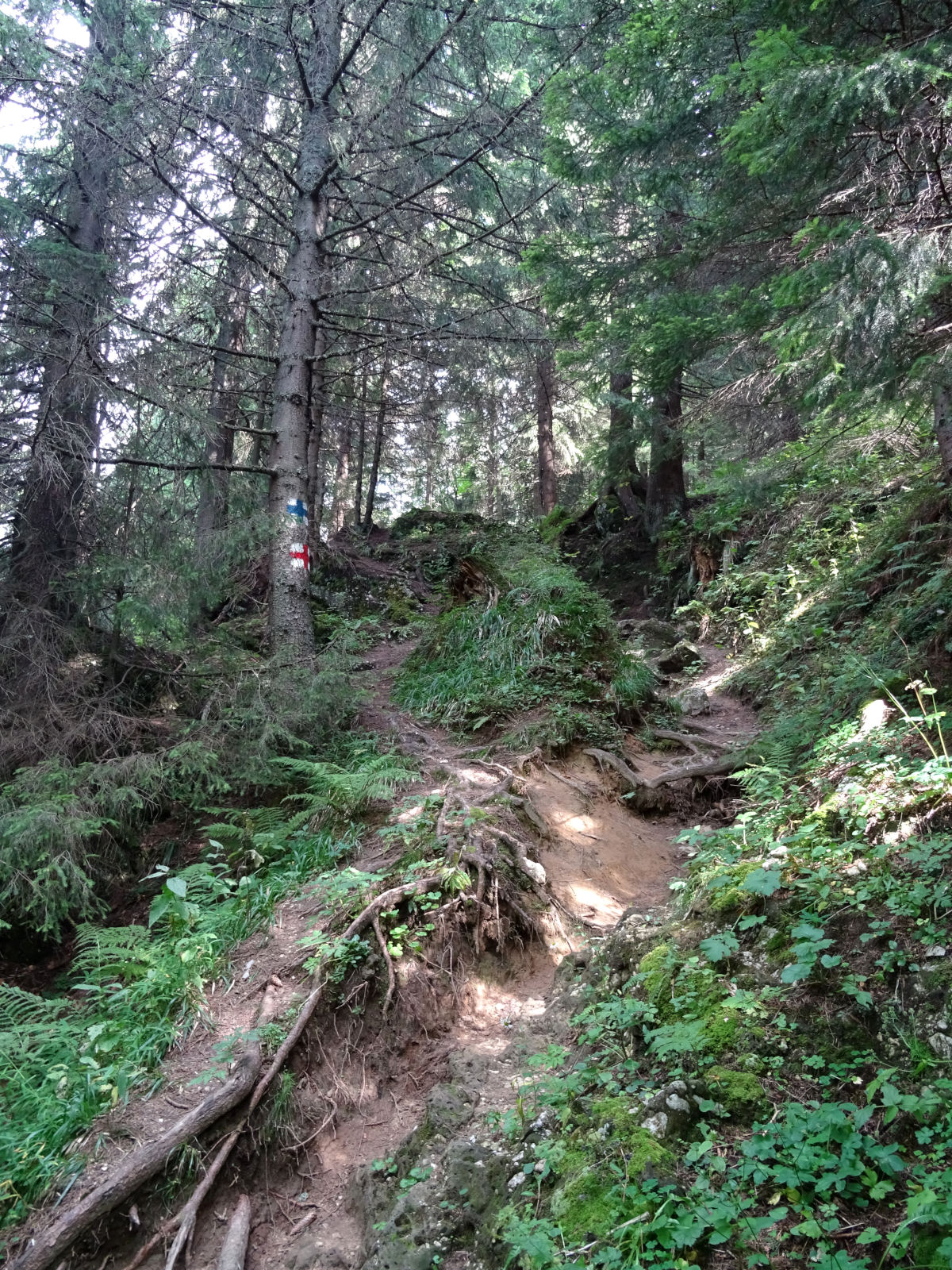
A Römer-út a Keresztényhavason
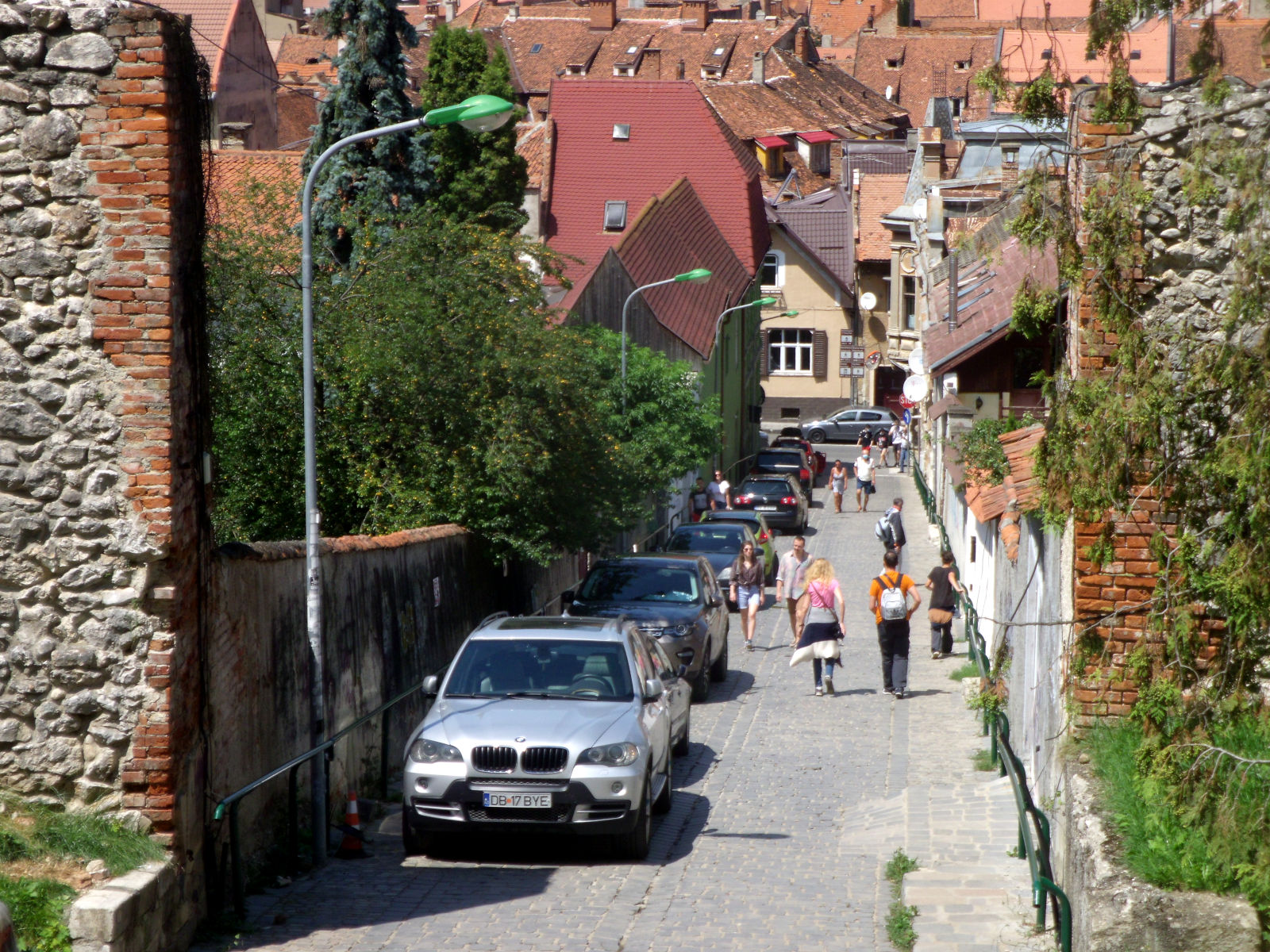
A Römer utca Brassóban